# Northmoor (Oxfordshire)
Northmoor – wieś w Anglii, w hrabstwie Oxfordshire, w dystrykcie West Oxfordshire. Leży 10 km na zachód od Oksfordu i 91 km na zachód od Londynu. W 2001 miejscowość liczyła 363 mieszkańców.